# Haliphron atlanticus
Haliphron atlanticus staat met een mantellengte van 0,69 meter, een totale lengte van 2,9 meter en een gewicht van 69 kilo bekend als grootste octopus ter wereld. Hij wordt ook wel zevenarmige octopus genoemd omdat een van de armen, de hectocotylus, normaal gesproken opgerold zit in een holte onder het rechteroog. Deze speciale arm heeft het bevruchten van eitjes als functie.

## Meer afbeeldingen

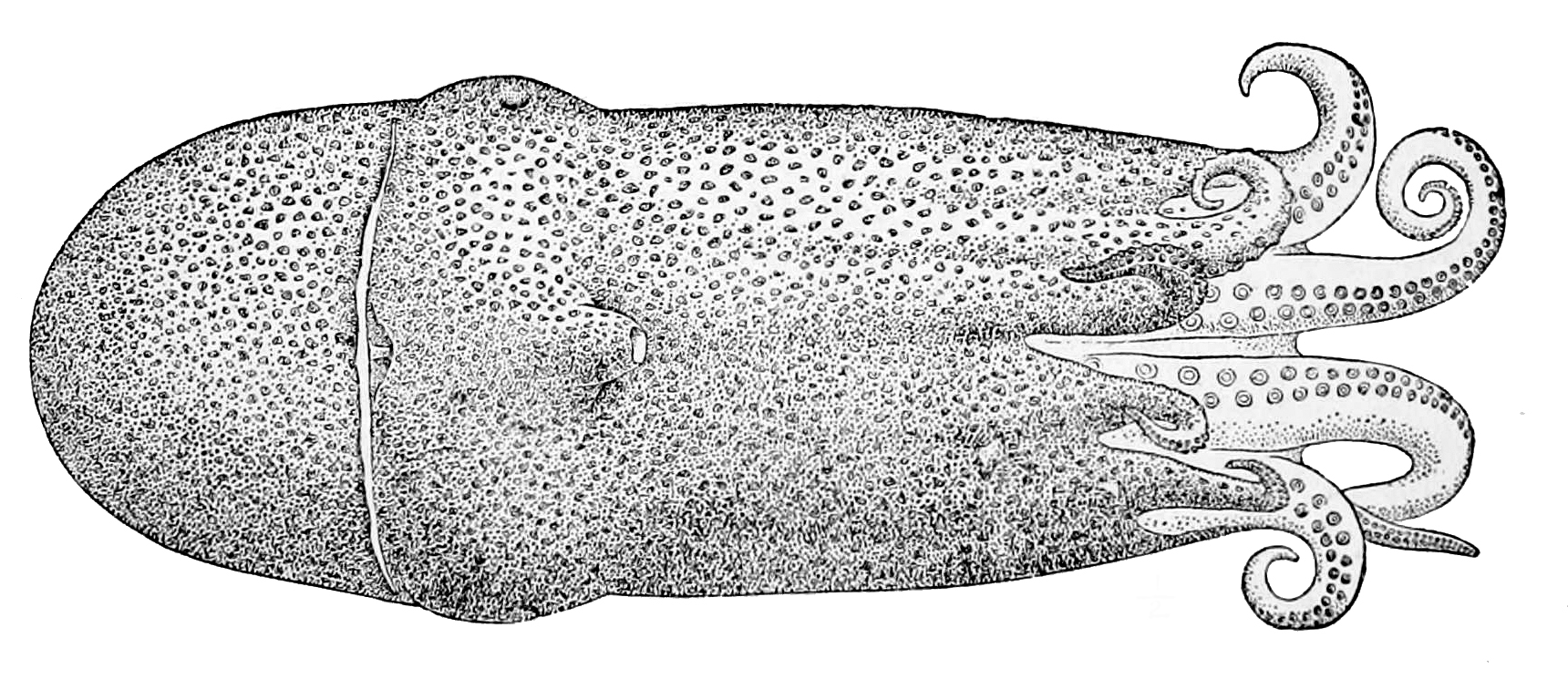